# Esava Delai
Pour les articles homonymes, voir Delai.

a Compétitions nationales et continentales officielles uniquement.

b Matchs officiels uniquement.
Dernière mise à jour le 31 mai 2023.
Esava Delai, né le 7 septembre 1987 dans la province de Naitasiri, est un joueur fidjien de rugby à XV qui évolue au poste d'ailier.

## Biographie
Esava Delai, originaire de la province de Naitasiri, commence la pratique du rugby à XV à l'âge de huit ans. Il représente entre autres les équipes de Naitasiri, et de Kaicolo. Il exerce en parallèle dans son pays le métier de policier. Il pratique également le rugby à XIII, représentant la Fiji Police Team lors du tournoi du Festival of World Cups (en) de 2013, s'inclinant contre leurs homologues policiers australiens en finale,.
Il est notamment sélectionné avec l'équipe nationale réserve à XV, les Fiji Warriors, pour prendre part à l'édition 2015 (en) du Pacific Challenge,,.
Delai signe pendant l'été 2015 un premier contrat professionnel en Europe, avec l'US Dax en Pro D2. En fin de contrat à l'intersaison 2018, et malgré la relégation de l'US Dax en Fédérale 1, son contrat est prolongé pour une saison supplémentaire à deux reprises,. Il prend part à l'édition inaugurale de la nouvelle division Nationale lors de la saison 2020-2021, à l'issue de laquelle son contrat arrive à son terme ; il signe ensuite pour une année supplémentaire.
Après sept années dans les Landes, il n'est pas conservé par le club à l'intersaison 2022. Il s'engage alors avec le club du Havre Athletic Club, pensionnaire de Fédérale 2.